# Olena Bilosjuk
Olena Bilosjuk (ukrainska: Олена Михайлівна Білосюк), född Pidhrusjna den 9 januari 1987 i Legnica i Polen, är en ukrainsk skidskytt. Hon har tagit flera medaljer på Europamästerskap.
Bilosjuk blev den 9 februari 2013 världsmästare i sprint och tog samtidigt sin första individuella världscupseger. Hon knep sedan bronsmedaljen i den följande jaktstarten.
Bilosjuk var mellan 2013 och 2016 gift med den nationalistiska Svoboda-politikern Oleksij Kajda som satt i det ukrainska parlamentet och var frivillig soldat i Sich bataljonen. 2021 gifte hon om sig med tidigare skidåkaren Ivan Bilosjuk.